# Liste des députés européens d'Autriche de la 7e législature
Cet article présente la liste des députés européens d'Autriche pour le mandat 2009-2014, élus lors des élections européennes de 2009 en Autriche.
| Nom                                         | Parti                                   | Groupe parlementaire européen | Portrait |
| ------------------------------------------- | --------------------------------------- | ----------------------------- | -------- |
| Martin Ehrenhauser                          | Liste Dr Hans-Peter Martin              | NI                            |          |
| Karin Kadenbach                             | Parti social-démocrate d'Autriche (SPÖ) | S&D                           |          |
| Othmar Karas                                | Parti populaire autrichien (ÖVP)        | PPE                           |          |
| Elisabeth Köstinger                         | Parti populaire autrichien (ÖVP)        | PPE                           |          |
| Jörg Leichtfried                            | Parti social-démocrate d'Autriche (SPÖ) | S&D                           |          |
| Eva Lichtenberger                           | Les Verts - L'alternative verte         | Verts/ALE                     |          |
| Ulrike Lunacek                              | Les Verts - L'alternative verte         | Verts/ALE                     |          |
| Hans-Peter Martin                           | Liste Dr Hans-Peter Martin              | NI                            |          |
| Andreas Mölzer                              | Parti de la liberté d'Autriche (FPÖ)    | NI                            |          |
| Franz Obermayr                              | Parti de la liberté d'Autriche (FPÖ)    | NI                            |          |
| Hella Ranner                                | Parti populaire autrichien (ÖVP)        | PPE                           |          |
| Evelyn Regner                               | Parti social-démocrate d'Autriche (SPÖ) | S&D                           |          |
| Paul Rübig                                  | Parti populaire autrichien (ÖVP)        | PPE                           |          |
| Richard Seeber                              | Parti populaire autrichien (ÖVP)        | PPE                           |          |
| Ernst Strasser                              | Parti populaire autrichien (ÖVP)        | PPE                           |          |
| Hannes Swoboda                              | Parti social-démocrate d'Autriche (SPÖ) | S&D                           |          |
| Angelika Werthmann remplace Robert Sabitzer | Liste Dr Hans-Peter Martin              | NI                            |          |